# Rossiza Dentschewa
Rossiza Dentschewa (bulgarisch Росица Денчева; * 10. März 2007) ist eine bulgarische Tennisspielerin.

## Karriere
Dentschewa spielt hauptsächlich auf der ITF Women’s World Tennis Tour, wo sie bisher zwei Turniersiege im Einzel erringen konnte.

## Turniersiege

### Einzel
| Nr. | Datum         | Turnier | Kategorie | Belag | Finalgegnerin     | Ergebnis      |
| --- | ------------- | ------- | --------- | ----- | ----------------- | ------------- |
| 1.  | 23. März 2025 | Iraklio | ITF W15   | Sand  | Alba Rey Garcia   | 2:6, 6:1, 6:1 |
| 2.  | 6. April 2025 | Iraklio | ITF W15   | Sand  | Franziska Sziedat | 3:6, 6:4, 6:4 |

## Karrierestatistik und Turnierbilanz

### Juniorinneneinzel
| Turnier         | 2023 | 2024 | 2025 | Karriere |
| --------------- | ---- | ---- | ---- | -------- |
| Australian Open | AF   | 1    | 1    | AF       |
| French Open     | 1    | 2    | HF   | HF       |
| Wimbledon       | AF   | VF   | 2    | VF       |
| US Open         | 2    | AF   |      | AF       |

Zeichenerklärung: S = Turniersieg; F, HF, VF, AF = Einzug ins Finale / Halbfinale / Viertelfinale / Achtelfinale; 1, 2, 3 = Ausscheiden in der 1. / 2. / 3. Hauptrunde; nicht ausgetragen

### Juniorinnendoppel
| Turnier         | 2023 | 2024 | 2025 | Karriere |
| --------------- | ---- | ---- | ---- | -------- |
| Australian Open | 1    | 1    | VF   | VF       |
| French Open     | AF   | AF   | AF   | AF       |
| Wimbledon       | 1    | AF   | —    | AF       |
| US Open         | 1    | 1    |      | 1        |